# CRKSV Jong Holland
CRKSV Jong Holland là một đội bóng đá Antilles của Hà Lan có trụ sở tại Willemstad và đang thi đấu ở giải hạng nhất Curaçao liga MCB.

## Thành tựu
- Giải vô địch Antilles Hà Lan: 1

1977
- Giải đấu Curaçao: 9

1926, 1928, 1932, 1935, 1937, 1940, 1943, 1981, 1999

## Thành tích trong các giải đấu CONCACAF
- Cúp vô địch CONCACAF: 3 lần ra sân

Cúp vô địch CONCACAF 1978   - Vòng đầu tiên   - (Vùng Caribbean)   - Mất liên_kết=|viền SV Transvaal 4   - 2 trong kết quả toàn cầu.
Cúp vô địch CONCACAF 1979   - Hiệp hai   - (Vùng Caribbean)   - Mất liên_kết=|viền Lực lượng phòng vệ 2   - 0 trong kết quả toàn cầu.
Cúp vô địch CONCACAF 1985   - Vòng ba   - (Vùng Caribbean)   - Mất liên_kết=|viền USL Montjoly 4   - 0 trong kết quả toàn cầu.

## Đội hình hiện tại 2014-15
| No. |           | Position | Player                |
| --- | --------- | -------- | --------------------- |
| 1   | Curaçao   | GK       | Rowendy Sumter        |
| 2   | Curaçao   | DF       | Nathan Martina        |
| 3   | Curaçao   | DF       | Gedeon Poppen         |
| 4   | Venezuela | MF       | Elio Benzale Guerrero |
| 5   | Curaçao   | DF       | Rensley Celestina     |
| 6   | Curaçao   | MF       | Bryan Anastatia       |
| 7   | Curaçao   | MF       | Quinton Christina     |
| 8   | Curaçao   | MF       | Riddick Koeiman       |
| 10  | Curaçao   | MF       | Isai Marselia         |
| 11  | Curaçao   | FW       | Charles Martina       |
| 12  | England   | FW       | Arran Mccarthy        |
| 14  | Curaçao   | DF       | Germaine Schoop       |

| No. |                       | Position | Player               |
| --- | --------------------- | -------- | -------------------- |
| 15  | Curaçao               | DF       | Junard Anastatia     |
| 16  | Colombia              | MF       | Julian Sanchez Perez |
| 17  | Curaçao               | DF       | Jerry Wansing        |
| 18  | Curaçao               | MF       | Carlton Mook         |
| 19  | Curaçao               | DF       | Fernando Zimmerman   |
| 21  | Curaçao               | FW       | Daymon Lodovica      |
| 22  | Curaçao               | DF       | Errol Albertus       |
| 23  | Curaçao               | GK       | Jamir Cornelia       |
| 24  | Jamaica               | FW       | Jerome Jemeison      |
| 25  | Curaçao               | DF       | Richenel Doran       |
| 29  | Saint Kitts and Nevis | FW       | Ian Lake             |

## Các trận giao hữu quốc tế
- Ngày 7 tháng 10 năm 1941   - CRKSV Jong Hà Lan 2   - 1 liên_kết=|viền Feyenoord
- 24 tháng 12 năm 1944   - CRKSV Jong Hà Lan 4   - 4 liên_kết=|viền OSP
- 27 tháng 12 năm 1944   - CRKSV Jong Hà Lan 1   - 3 liên_kết=|viền Deportivo Venezuela
- 29 tháng 12 năm 1944   - CRKSV Jong Hà Lan 3   - 2 liên_kết=|viền Deportivo Venezuela
- Ngày 7 tháng 12 năm 1968   - CRKSV Jong Hà Lan 4   - 1 liên_kết=|viền FC FC
- 25 tháng 10 năm 1980   - CRKSV Jong Hà Lan 0   - 0 liên_kết=|viền Deportivo Galicia
- 27 tháng 10 năm 1980   - CRKSV Jong Hà Lan 0   - 1 liên_kết=|viền Deportivo Galicia
- 25 tháng 10 năm 1981   - CRKSV Jong Hà Lan 2   - 4 liên_kết=|viền Zamora FC
- 27 tháng 10 năm 1981   - CRKSV Jong Hà Lan 2   - 2 liên_kết=|viền Zamora FC

## Huấn luyện
- liên_kết=|viền Henry Caldera (2012-13)
- liên_kết=|viền Marc van Eijk (2013-14)
- liên_kết=|viền Leiton Maurits (2014-nay)